# Китайський квартал

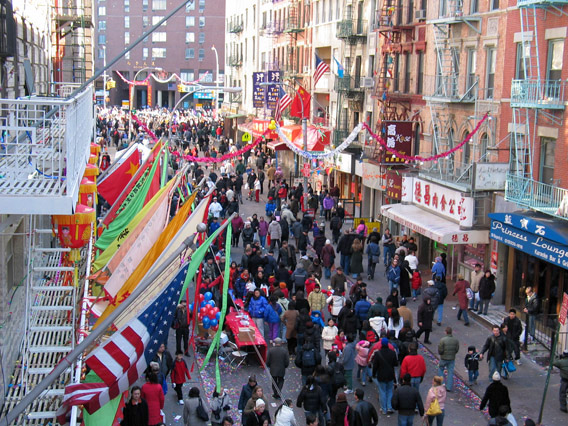
Чайна-таун на Манхеттені в Нью-Йорку

Китайський квартал (англ. Chinatown, Чайна-таун — «китайське містечко») — населені китайцями квартали в некитайських містах. Центри комерції, туризму і китайської культури. Разом із тим у китайських кварталах іноді існують проблеми етнічних китайських злочинних угруповань. Найстарші (200-річні) китайські квартали розташовані в Нагасакі та Бангкоку.
Першим чайнатауном за межами Азії є китайський квартал у Сан-Франциско, він був заснований у 1850 році. Новіші китайські квартали розташовані в Мельбурні, Лас-Вегасі, Лондоні, Парижі та Сеулі.

## Деякі великі чайнатауни
- Чайна-таун (Сан-Франциско)
- Чайна-таун (Манхеттен)
- Азійський квартал (Париж)
- Чайна-таун (Лондон)
- Чайна-таун (Мехіко)
- Чайна-таун (Оттава)